# Fortuna (Schiff, 1909)
Der Schleppdampfer Fortuna aus dem Jahr 1909 liegt heute trocken als Museumsschiff am Ufer des Oberwassers des Schiffshebewerks Henrichenburg in Waltrop.

## Geschichte
Der Schrauben-Schleppdampfer wurde 1909 als Max von den Gebr. Wiemann in Brandenburg an der Havel für die Firma W. Gramens Berlin gebaut. Als Neubau Nr. 108 wird der Schlepper in der Schiffsliste der Werft für die Jahre 1901 bis 1945 genannt. Für die ersten Jahrzehnte ist nur ein lückenhafter Lebenslauf mit mehreren Besitzerwechseln bekannt. Erster Eigner war ein Belgier. 1928 trug der Schlepper den Namen Midgard mit Heimathafen Oldenburg und im Eigentum der 1905 von dem Bremer Reeder Adolf Vinnen in Nordenham gegründeten Firma Midgard Deutsche Seeverkehrs-AG. Eine Umstationierung nach Wesermünde fand 1937 statt, wobei der Schlepper auf den Namen Zufall umgetauft wurde.
1943 erfolgte eine Umbenennung in Helgoland (D1-559) mit Heimatort in Landsberg an der Warthe, heute Gorzów Wielkopolski in Polen. 1945 verblieb das Schiff in der damaligen DDR und wurde 1948 durch die Brüder Arnold und Heinz Krone aus Niegripp erworben, die das Schiff bis Anfang der 1960er Jahre, als einer der Brüder verstarb, als Schlepper betrieben. Danach wurde die Helgoland ans Ufer angelegt und bis 1974 als Wohnboot genutzt.
1974 wurde das Schiff an den niederländischen Schiffssammler Binkey Kok verkauft, dort 1975 neu zugelassen und in Folge in seinen heutigen Namen Fortuna umbenannt. Danach nahm es an einigen Werbefahrten und Festivals teil. Dazu gehörten das Rotterdam Maritiem im Jahre 1978 und zwei Jahre später die Sail Amsterdam.
1985 kam die Fortuna an das LWL-Industriemuseum. Die Überführungsfahrt begann in den Niederlanden und führte von dort über den Rhein, den Wesel-Datteln-Kanal und den Dortmund-Ems-Kanal. Wegen niedriger Brücken musste bei jeder Durchfahrt der Schornstein mit der vorhandenen Einrichtung umgelegt werden. Danach wurde der Schlepper bei diversen Anlässen vorgeführt. 1987 setzte das LWL-Industriemuseum die Fortuna ein letztes Mal unter Dampf. Dabei nahm sie an der Spitze eines Schiffskorsos durch West-Berlin anlässlich der 750-Jahr-Feier der Stadt Berlin teil.
1999 setzte man die Fortuna aufgrund ihres schlechten Erhaltungszustands auf Land.

## Aufbau des Schleppers
Die Fortuna ist aufgrund ihrer Bauart, ihrer Abmessungen und ihrer Maschinenleistung ein typischer Kanalschlepper, so dass ihre 75 PS starke Dampfmaschine auf stehendem Gewässer für das Schleppen von ein bis zwei Frachtkähnen ausreichte.
Ihre Aufbauten beginnen am Bug mit der Schiffsführerkajüte, die später durch einen Aufbau mit Fenstern, Toiletten und Küche erweitert wurde. Angrenzend dahinter liegen das Steuerhaus, dann folgt der 60 Zentimeter breite und 4,24 Meter hohe, klappbare Schornstein, die Mannschaftskajüte unter Deck, der Schlepphaken und schließlich achtern der hölzerne Abgang zur Mannschaftskajüte mit einfachem Holzinnenausbau. Die Tiefe des Schiffsraums beträgt zwischen der Unterkante des oberen festen Decks und der Oberkante der Bodenwrangen neben dem Kielschwein im Durchschnitt nur etwa 1,63 Meter.
Die Mannschaft bestand außer dem Schiffsführer aus einem Decksmann, einem Maschinisten und einem Heizer. Vorgeschrieben waren mindestens drei Mann Besatzung.

## Technische Daten
Die äußeren Abmessungen des 1909 gebauten Schleppers liegen bei 17,5 Metern Länge und 3,6 Metern Breite. Der Tiefgang des genieteten Ganzstahlrumpfes ist mit 1,4 Metern angegeben, was eine Verdrängung von etwa 65 Tonnen ergibt. Den Bootskörper umläuft eine Scheuerleiste als Berührungsschutz beim Anlegen oder bei der Durchfahrt von Schleusen. Die Tragfähigkeit lag bei etwa 14 Tonnen.
Als mittig im Schiff befindlicher Dampfkessel wurde ein liegender Flammrohrkessel des Herstellers Hermann Schmidt, Küstrin-Neustadt verwendet. 1957 wurde er durch einen 1930 gebauten Tauschkessel ersetzt. Zwischen Kessel und Bordwand sind auf beiden Seiten Kohlenbunker mit einem Fassungsvermögen von 7,5 Tonnen installiert, die durch Deckluken beschickt wurden. Die Kohlenentnahme erfolgte durch seitliche Öffnungen neben der Kesselfront.
Die Dampfmaschine im 5,5 Meter langen Maschinenraum des Hecks war eine von den Gebr. Wiemann hergestellte, stehende Zweizylinder-Verbundmaschine mit 75 PS Leistung, die eine Schiffsschraube antrieb. Eine liegende Maschinenwelle trieb die Schraubenwelle über eine Kupplung an. Hinter der Schraube liegt das einfache Einflächenruder, das mittels Handrad über Ketten, Gestängeführungen und Umlenkrollen direkt vom Ruderhaus aus bedient wurde. Der durch eine seitliche Leiter von Deck erreichbare Maschinenraum ist durch zwei Querschotte abgeschlossen. Ein Sprachrohr zur Kommunikation verbindet den Maschinenraum mit dem Ruderstand. Für die Zulassung auf Fließgewässern mussten Anker und Ankerwinde nachgerüstet werden.